# DF-31

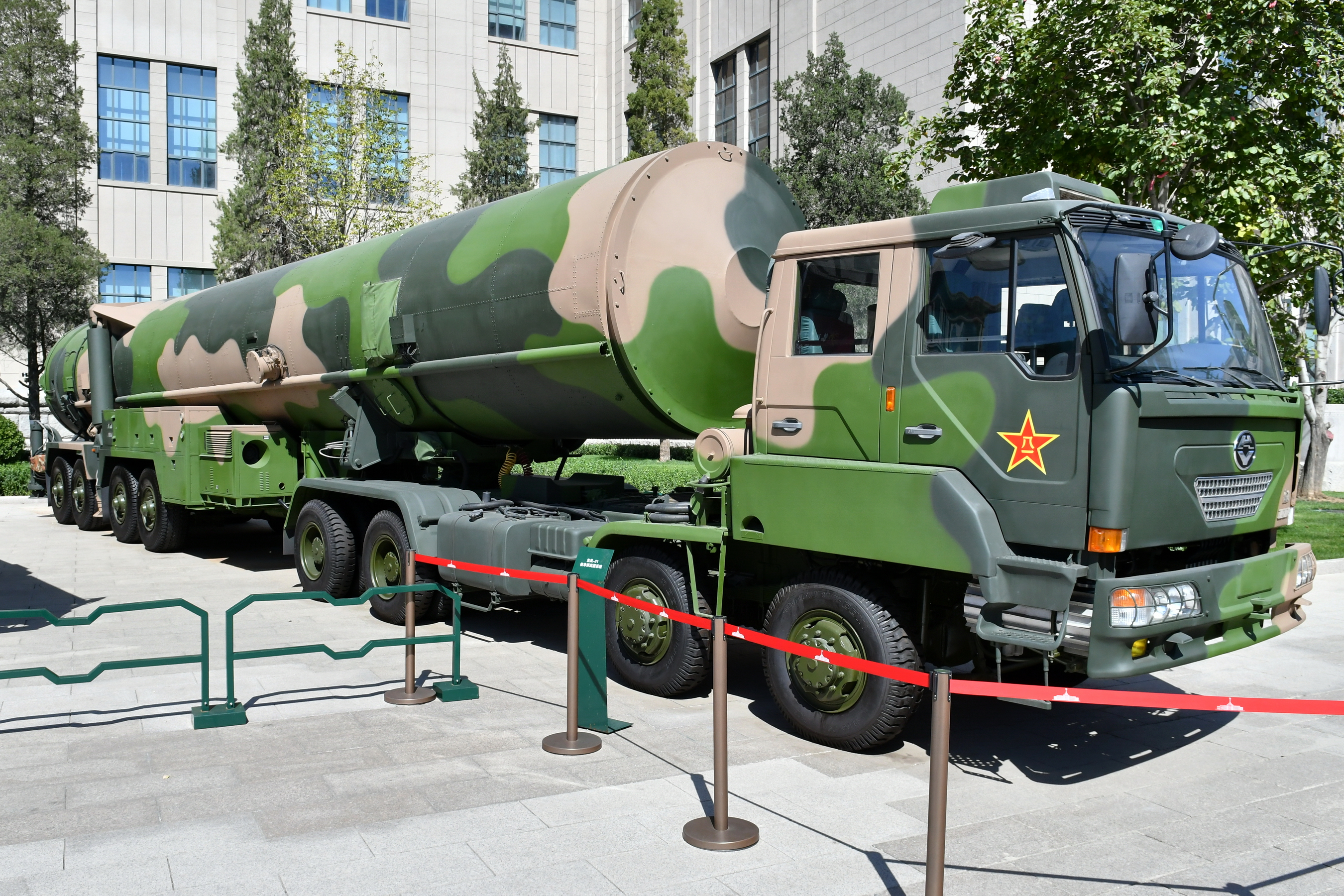
DF-31 ballistic missiles

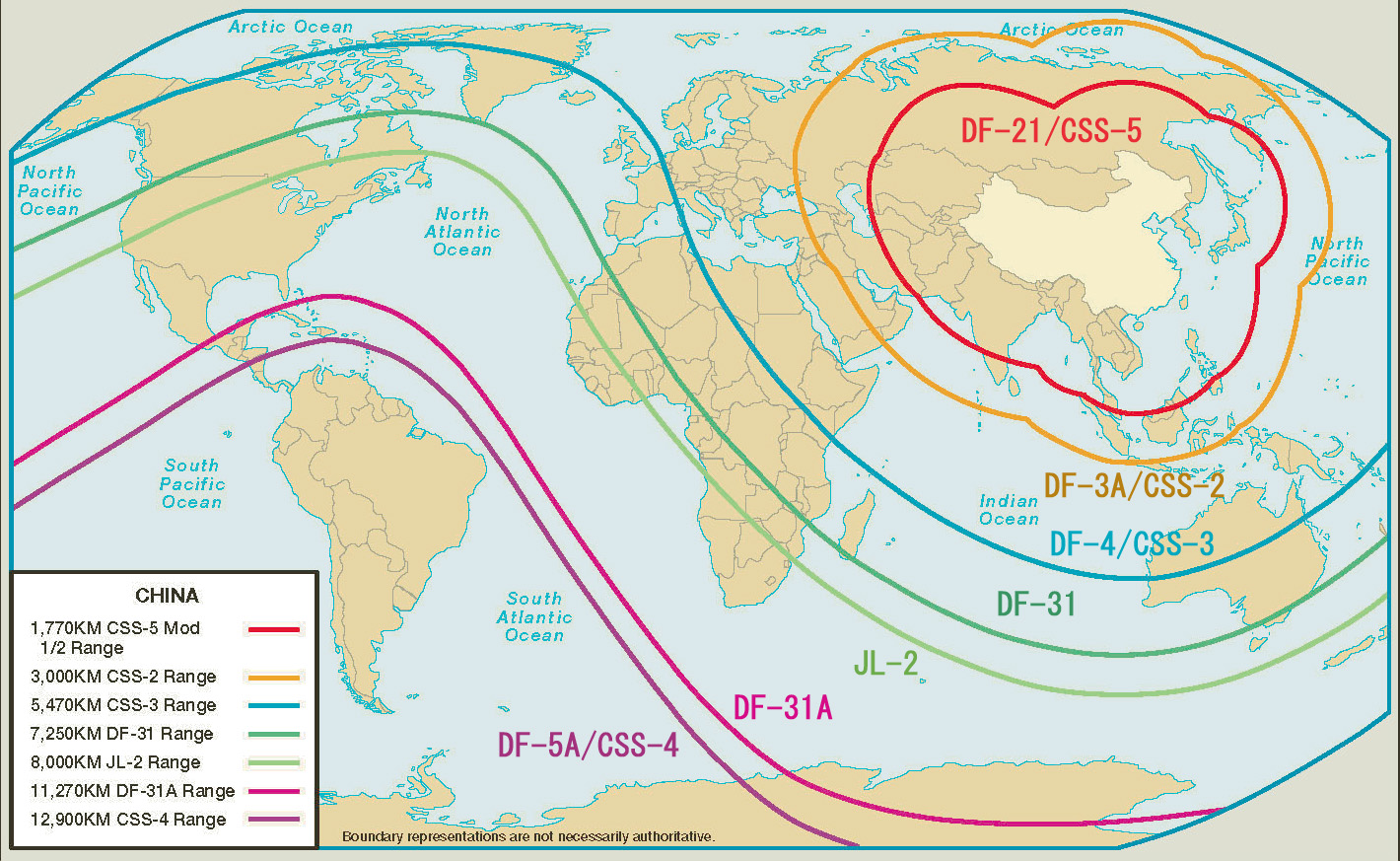
Dostřel DF-31

DongFeng 31 (DF 31, v kódu NATO označovaný CSS 9; čínsky: 东风导弹/東風飛彈) je čínská mezikontinentální balistická střela (ICBM) na tuhé pohonné hmoty (TPH). Její vývoj začal v roce 1986 (jinde udávají počátek 80. let) jako nástupce DF-5 (CSS-4) na kapalné pohonné hmoty (KPH).

## Vývoj
Jedná se o třístupňovou raketu s 1MT hlavicí, jejíž konstrukce nápadně připomíná své ruské vzory z dob jejího vzniku, zejména SS-20/ RT-21M. Navzdory několika úspěšným zkouškám proběhlo i několik neúspěšných, takže k operačnímu nasazení DF-31 nedošlo tak rychle, jak se původně předpokládalo. Mohlo za to mnoho technologických a konstrukčních vad, stejně jako nekvalitní výroba. Tyto faktory společně s maximálním doletem (8000 km) způsobily, že DF-31 byly nakonec operačně nasazeny ve velmi omezeném počtu cca 8-12 ks (zatím).
Původní záměr – schopnost zasáhnout DF-31 evropskou část SSSR a vyvíjenou DF-41 s doletem 12 000 km schopnou zasáhnout USA byl ale přerušen koncem studené války. Projekt DF-41 byl pozastaven a program DF-31 „revidován“.
Byly prováděny průběžné technologické úpravy a následné testy, které probíhaly prakticky celá 90. léta – stále se střídavou úspěšností. Oficiálně pak byla „představena“ v roce 1999 na vojenské přehlídce v Pekingu při příležitosti 50. výročí vzniku ČLR. Samotná raketa však vidět nebyla – pouze přepravní vozidlo s kontejnerem. Údaj o roku operačního nasazení raket DF-31 se různí – mezi roky 1999-2003.
Stejně tak jejich momentální lokalizace – od realistických jeskyní ve skalních masívech, přes železniční vagony až po „fantastické“ umístění na obchodních lodích, aby s nimi bylo možné zasáhnout celé území USA.

## Inovace a modernizace
Přes výše zmíněné potíže však DF-31 představuje „technologický skok“ v porovnání se svou předchůdkyní DF-5. Zejména svou mobilností a možností odpalu přímo z kontejneru přepravního vozidla. Taktéž použití TPH oproti kapalným výrazně zvyšuje životnost rakety a výrazně snižuje čas potřebný k předstartovní přípravě (15-30 min). Je také první čínskou raketou, která může být vybavena lehkou jadernou hlavicí, údajně zkopírovanou podle US vzoru W-88 nebo W-70. Důkazy však pro toto tvrzení chybějí.
DF-31 je 3stupňová raketa na TPH s užitečnou nosností 700kg (jiné zdroje uvádějí 1050 nebo 1750kg), která je využita pro jednotnou hlavici 1-3MT (údaje se opět různí).
Startovní hmotnost je udávána 42 000 kg, délka 13 m a průměr 2,25 m. Inerciální naváděcí systém updatovaný pomocí GPS, který střela požívá, umožňuje kruhovou odchylku v cíli 300 m CEP (jiné zdroje udávají 150 nebo 100 m CEP).
Původní verze byla přepravována tahačem HY473 a samostatným valníkem, verze představená v roce 1999 na tahači HY4301 již byla konstruovaná jako návěs. Tyto verze však nemají prakticky žádnou terénní průchodnost a přesuny jsou možné pouze po silnicích.
Na vylepšení tohoto nedostatku se prý pracuje a údajně může být využit některý z tahačů řady MAZ (Belarus MAZ7916).

## Konec studené války
Po skončení studené války a pozastavení DF-41 bylo rozhodnuto celý projekt DF-31 přepracovat a výsledná modifikace dostala označení DF-31A.
Tato varianta již má mít dolet 10-11 000 km a může být vybavena buď jednotnou 1-3MT hlavicí nebo vícenásobnou hlavicí MIRV se 3 autonomními hlavicemi (jinde zmiňují až 5 hlavic) o mohutnosti 20, 90 nebo 150 kt. Vylepšený inerciální naváděcí systém updatovaný pomocí GPS umožní kruhovou odchylku v cíli 150 m CEP (100 m CEP ?).
Startovní hmotnost je udávána 47 200 kg, délka 18,4 m a průměr 2,25 m. Užitečné zatížení 1050 nebo 1750kg.
Zavedení prvních modernizovaných raket se předpokládá v roce 2007.
Na bázi DF-31/DF-31A je rozpracována námořní varianta SLBM označovaná jako JL-2 (JuLang-2 /CSS-NX-4), které by měly být umístěné (po 16 ks) na čínské ponorce Type 094 (třída Xia).
Ta by měla mít dolet 8000 km a nést hlavici MIRV s 3-4 hlavicemi o síle 90 kt nebo jednotnou o síle 2,5MT.

## Výhled do budoucna
Do roku 2010 Čína plánuje zařadit do výzbroje 50-70 nových ICBM. Je též předpokládáno (výsledky špionáže lze těžko veřejně ověřit), že se ČLR již zmocnila technologie neutronové zbraně a v rámci zavádění těchto ICBM ji využije. Údaje jsou však velmi kusé a je velmi obtížné je ověřit. Proto je i okolo programu DF-41 tolik spekulací – zda byl znovu spuštěn či nikoliv. Parametry DF-41 by se měly podobat bývalé sovětské raketě SS-24.